# Апотеоза римских царева
Апотеоза је проглашавање римских царева божанством.
У римској је традицији да се умрли цареви који за собом остављају синове или изабране наследнике уздигну у ранг божанства. Ова врста почасти назива се деификација или апотеза.

## Обичаји
Након цареве смрти и сахране, по целом граду виде се знаци жалости и одржавају се религиозне церемоније. Прави се воштана фигура према лику према лику преминулог цара и полаже се на огромно, уздигнуто постоље од слоноваче, прекривено златном драперијом и поставља на улаз у палату. Воштана фигура лежи бледа као болесник, а око ње, током целог дана, седе људи.

## Распоред седења
Са леве стране седе чланови Сената одевени у црквене огртаче.
На почасном месту, са десне стране, седе жене и ћерке угледних грађана. Жене су скромно одевене. Ни једна од њих не носи накит. Одевене су у једноставне беле хаљине као знак жалости.

## Церемонија
Седам дана траје церемонија. Током церемоније, свакога дана долазе лекари, приступају постољу и претварају се да прегледају пацијента. Потом објављују да му се стање погоршава.
Када се објави да је смрт наступила, најплеменитији и најодабранији младићи из коњичког реда и Сената, подижу носиљку и преносе је до старог Форума.
Са сваке стране постављен је хор. Један је састављен од деце из племићких и патрицијских породица, а други од угледних жена. Хорови певају химне и свечане песме, оплакујући покојника.
Потом се носиљка износи из града и односи на Марсово поље, где је на отвореном простору подигнута квадратна грађевина од великих дрвених греда.

## Грађевина
Изнутра је испуњена шибљем. Споља је украшена златно извезеном драперијом. Изрезбарена је слоновачом и разноврсних сликама. На врху здања налази се још једна идентична грађевина на исти начин украшена и идентичног облика само мања и са отвореним прозорима и вратима. 
На врху друге, налази се и трећа, четврта и тако до најмањег здања.
Изглед здања може се упоредити са светионицима постављеним по лукама које помажу бродовима да се безбедно усидре.
Уобичајено име за овакав светионик је Фарос.

## Ломача
Носиљка се подиже горе на други ниво здања.
Сви знани мириси на свету од тамњана до разноврсних укуса воћа, сокова и миришљаве траве, доноси се и просипа на погребну ломачу. 
Сваки човек, из сваке провинције и града од великог угледа, срећан је што може да дарује ове последње поклоне у част цара.
Када се формира огромна ломача од миришљавих трава, којом се испуњује цела конструкција, око грађевине креће процесија, у којој наступа по одређеном реду, целокупна коњица. Коњица прати кретање и ритам пиричке игре. 
Око ломаче у сличном поретку круже тријумфална кола са возачима одевеним у пурпурно оивичене тоге. На колима се налазе фигуре са маскама свих познатих војсковођа и императора.
Када се сви обреди заврше, царев наследник приноси бакљу ломачи, након чега сви присутни постављени у круг, пале ватру. Пламен јако брзо захвата ломачу од свежег и сувог грања. Затим се са највишег и најмањег нивоа, као са круништа бедема, пушта орао да се са пламена вине у небо.

## Веровање Римљана
Римљани верују да орао преноси душу цара са земље на небо.
Након тога, умрли цар је обожаван са осталим боговима.